# Björn Hornikel
Björn Hornikel (* 6. Mai 1992 in Böblingen) ist ein deutscher Schwimmer. Er nahm an den Olympischen Sommerspielen 2016 über 100 m Freistil und mit der 4-mal-100-Freistilstaffel teil.

## Karriere
Im Saisonwettkampf erreichte er über 100 m Freistil 48,65 s bei den 128. Deutschen Meisterschaften in Berlin und qualifizierte sich damit für die Olympischen Spiele 2016 in Rio de Janeiro in Brasilien. In Rio schwamm er in seinem Vorlauf eine Zeit von  49,62 s über 100 m Freistil und kam nicht ins Halbfinale.